# Слепота невнимания
Слепота́ невнима́ния (англ. Inattentional Blindness) или Перцепти́вная слепота (англ. Perceptual blindness), также часто неточно переводится как ложная слепота) — это психологическая неспособность обращать внимание на какой-либо объект, которая не относится к проблемам со зрением и носит исключительно психологический характер. Явление также может быть определено как неспособность индивида увидеть неожиданно возникший в поле зрения раздражитель.
Термин был введен в 1992 году учёными Эриеном Марком и Ирвином Роком и был использован как название их совместной книги, опубликованной в 1998 году. В книге они описывают открытие слепоты невнимания и рассказывают об экспериментах и случаях, доказывающих существование феномена. Исследования слепоты невнимания показывают, что она возникает у любого индивидуума, независимо от наличия у него когнитивных расстройств. Для человека становится невозможным распознавать одновременно все предложенные раздражители и, как результат, возникает «эффект временной слепоты», когда человек не может разглядеть объекты или раздражители, которые возникают неожиданно и зачастую очень заметны.

## Характерные черты
Слепота невнимания может быть идентифицирована при следующих условиях:
1. смотрящие не распознают визуальный объект или событие;
2. объект или событие должны полностью находиться в поле зрения;
3. смотрящие должны суметь распознать объект, если это является их целью;
4. событие должно произойти неожиданно, а неспособность распознать объект должна быть связана с тем, что смотрящие сконцентрированы на других элементах происходящего в их поле зрения.

Те люди, которые подвергаются эффекту слепоты невнимания, обычно не имеют понятия о данном феномене, что добавляет вероятности возникновения слепоты.
Слепота невнимания относится к другим видам нарушений визуального восприятия, такие как слепота к изменению, слепота к повторениям, визуальное маскирование и т. д. Ключевым аспектом слепоты невнимания, который отличает его от прочих нарушений визуального восприятия, является то, что незамеченный раздражитель появляется неожиданно.
Открытие таких феноменов как слепота невнимания — неспособность заметить полностью видимый, но неожиданно появляющийся в поле зрения объект — изменило взгляд на то, как работает человеческий мозг и как он обрабатывает визуальную информацию, что ведет к дальнейшим исследованиям когнитивных процессов.

## Эксперимент «Невидимая горилла»
Слепота невнимания как психологическое явление была распознана в 1999 году американскими учёными Дэниелом Симонсом и Кристофером Шабри на основе исследований Ульрика Найссера 1975 года. Они начали проводить серию экспериментов, самым известным из которых является «невидимая горилла». В ходе эксперимента смотрящие должны были посмотреть игру двух команд (одетых в белые и чёрные рубашки), которые передавали друг другу баскетбольный мяч. Смотрящие должны были выполнить задание — посчитать количество подач той или иной команды. В один из периодов игры на поле появлялся человек в костюме гориллы. По результатам опроса после игры 50 % респондентов не заметили ничего необычного в ходе просмотра игры и выполнения задания. Неспособность увидеть гориллу связана с чрезмерной концентрацией на выполнении подсчёта количества подач. Эксперимент Симонса и Шабри был использован британским телевидением как социальная реклама для велосипедистов, которым опасна слепота невнимания. В рекламе горилла заменена на медведя, который исполняет «лунную походку».

## Опасность феномена
Некоторые исследования слепоты невнимания заявляют о том, что данный феномен периодически используется СМИ для отвлечения людей от какого-то важного события, а также грабителями и адвокатами, для достижения своих целей. Слепота невнимания может представлять довольно большую опасность для человека. По результатам исследований, наибольшей опасности подвергаются участники дорожного движения. Например, водители, которые слишком сильно сконцентрировались на спидометре или отвлекаются на предметы или людей внутри машины, могут не заметить опасность, возникающую прямо напротив них. Такой опасностью могут стать другие автомобили, пешеходы, препятствия на дороге.

## Практическое использование
Слепота невнимания также используется иллюзионистами как метод отвлечения внимания во время выступлений. Многие исследователи введения зрителя в заблуждение, такие как Кун и Татлер (2005), основывались на фокусе «исчезающий объект в руках фокусника». Данный трюк был показан зрителям несколько раз, пока они не начали замечать объект, который выпадает из руки фокусника. Большинство замечает объект со второго раза. Критический анализ эксперимента включал также наблюдение за движением глаз зрителей во время «неподготовленного» и «подготовленного» просмотров. Главным отличием слепоты невнимания от сознательного введения в заблуждение является процесс манипуляции вниманием. В то время как для слепоты невнимания необходимо появление определенного объекта, то для введения в заблуждение требуется определённый порядок действий для отвлечения. Конечно, мотивы введения в заблуждения отличаются от нейрологических исследований, фокусникам скорее необходимо определить когнитивные слабости, а ученым понять функционирование мозга. И способы введения в заблуждение, которые веками отрабатывались фокусниками, сегодня используются в науке как экспериментальная база.